# Congos de Villa Mella
Congos de Villa Mella (nome completo: Confraria dos Congos do Espírito Santo de Villa Mella; Cofradia de los Congos del Espíritu Santo de Villa Mella) é uma confraria musical de congos (tocadores de conga) da República Dominicana.